# Соминич, Василий Григорьевич
Васи́лий Григо́рьевич Соми́нич (15 февраля 1915, Могилёв — ?) — советский государственный и политический деятель, председатель Ленинградского областного сельского исполнительного комитета (1963—1964).

## Биография
Родился в семье железнодорожников. Учился в могилёвском педагогическом техникуме, окончил Ленинградский техникум механизации сельского хозяйства. Член ВКП(б).
С 1938 года работал секретарём комитета ВЛКСМ 1-го Ленинградского авторемонтного завода, затем — начальником гаража, главным инженером 29-й колонны Леноблавтотреста, главным инженером Ломоносовской машинно-тракторной станции.
Окончив Московский институт механизации сельского хозяйства, работал главным инженером Северо-Западной машинно-испытательной станции, главным инженером и директором Лужской МТС.
С августа 1959 года — председатель Лужского райисполкома.
С 1961 года — первый секретарь Кингисеппского райкома КПСС (Ленинградская область). С января 1963 по декабрь 1964 года — председатель Исполнительного комитета Ленинградского сельского областного Совета. Позднее — заведующий сельскохозяйственным отделом Ленинградского обкома КПСС.
Избирался депутатом (от Ленинградской области) Верховного Совета РСФСР 6-го созыва (1963—1967).

### Семья
Сын — Анатолий (р. 1939), декан факультета сельхозстроительства, профессор Санкт-Петербургского аграрного университета.

## Адреса
В Ленинграде — ул. Маяковского, д.36 кв.5.